# Viriplaca Planum
Pour les articles homonymes, voir Viriplaca.
Viriplaca Planum est un haut-plateau situé sur Vénus dans le quadrangle d'Ovda Regio. Il a été nommé en référence à Viriplaca, déesse romaine de l'amour matrimonial et du bonheur.